# Kama (Japonia)
Kama (jap. 嘉麻市 Kama-shi) – miasto w Japonii, w prefekturze Fukuoka, na wyspie Kiusiu.

## Historia
Miasto Kama powstało 27 marca 2006 roku w wyniku połączenia miasta Yamada oraz trzech miasteczek: Inatsuki, Kaho i Usui.

## Populacja
Zmiany w populacji Kamy w latach 1970–2015:
| Rok  | Populacja |
| ---- | --------- |
| 1970 | 58 420    |
| 1975 | 54 860    |
| 1980 | 54 703    |
| 1985 | 54 510    |
| 1990 | 52 497    |
| 1995 | 50 804    |
| 2000 | 48 378    |
| 2005 | 45 929    |
| 2010 | 42 589    |
| 2015 | 38 743    |